# União da Europa Ocidental

Bandeira da União da Europa Ocidental.

A União da Europa Ocidental (UEO) (em inglês: Western European Union - WEU) foi uma organização de defesa europeia. Foi estabelecida pelo Tratado de Bruxelas em 1954, que modificou o Tratado de Bruxelas de 1948, que instituiu a União Ocidental, na sequência da Conferência de Londres (Conferência dos 9), e formada pelos Estados membros da NATO e da União Europeia (excepto a Dinamarca) antes de ser expandida em Junho de 2004.
Em Março de 2010 anunciou a sua dissolução após a entrada em vigor do Tratado de Lisboa em 2009. A sua dissolução aconteceu no dia 30 de Junho de 2011.

## O Tratado de Bruxelas

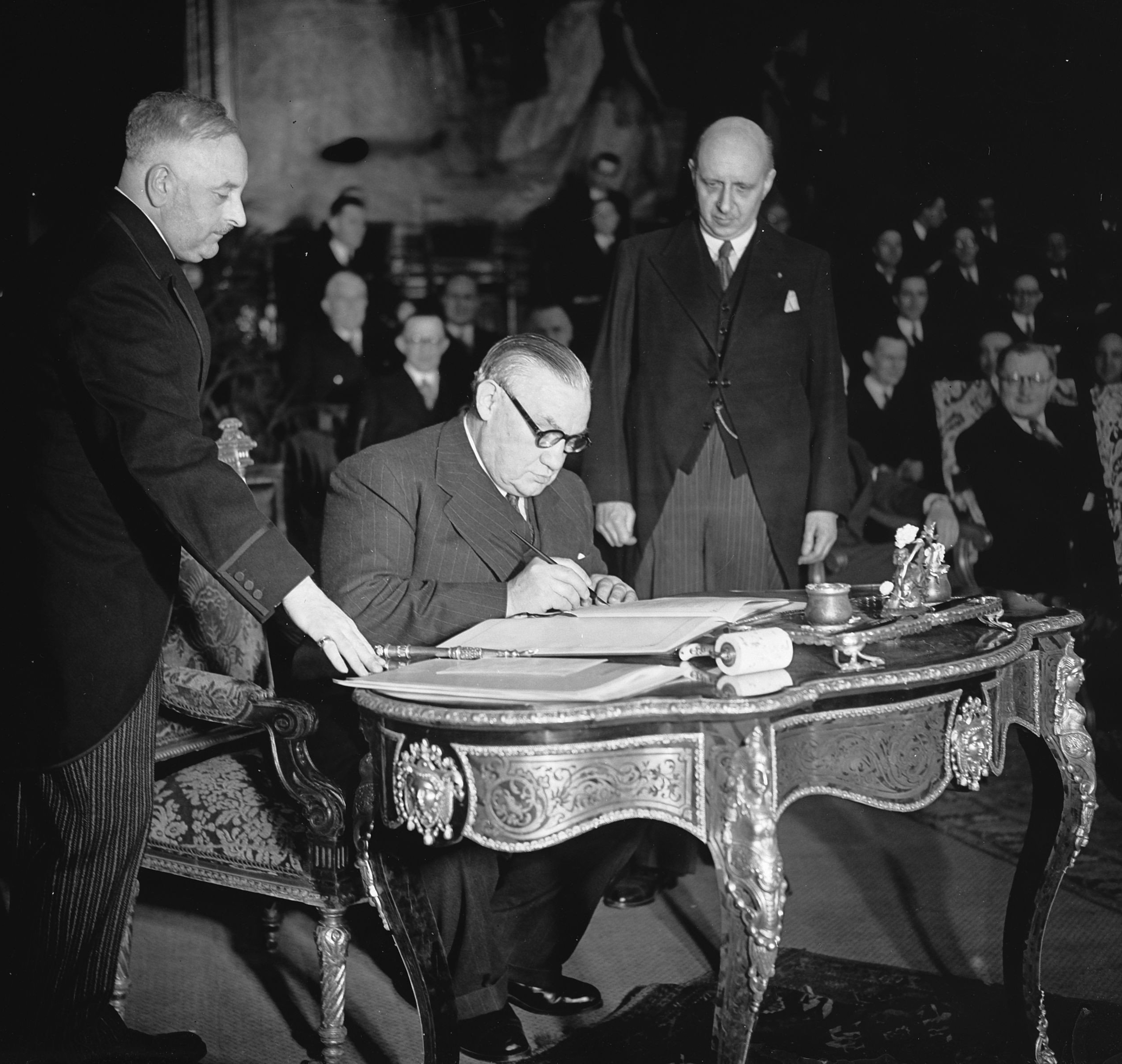
Pacto de Bruxelas.

O Tratado de Bruxelas foi assinado pelo Reino Unido, França, Bélgica, Luxemburgo, Portugal e Holanda em 17 de Março de 1948. Era um acordo de defesa mútua intergovernamental que também promovia colaboração económica, cultural e social. Com o resultado do fracasso da Comunidade Europeia de Defesa em 23 de Outubro de 1954, a UEO foi estabelecida com a incorporação da então República Federal da Alemanha e Itália.
A maioria de suas funções estão em processo de serem fundidas com as da UE. A Assembleia do Parlamento da UEO é composta de delegações dos Estados membros da Assembleia do Conselho da Europa, que, temerosa de sua existência caso a fusão ocorra, tem se propagado como Assembleia Europeia de Segurança e Defesa.
A fusão era para acontecer em 2000, porém, em 2004, ainda estava em inactividade. Em 2016 já não existia.

## Presidente
A presidência da UEO tem duração de seis meses. Quando o Presidente do Conselho também é membro da UE, torna-se Presidente da UEO.

## Eurofor
A Eurofor (European Operational Rapid Force) é a força militar da UEO, operacional desde Junho de 1998. Em 15 de Maio de 1995, o Conselho de Ministros da UEO se encontrou em Lisboa. A declaração da fundação da Eurofor foi feita pela França, pela Itália, pela Espanha e por Portugal.

## Estados membros
A UEO tem 10 países membros, 6 países membros associativos, 5 observadores e 7 parceiros. São os seguintes:

Vermelho: Membros, Verde: Associado, Azul: Observador, Roxo: Parceiro.

Países membros: (modificação do Tratado de Bruxelas - 1954)
Nações com totais poderes de votação, membros da NATO e da União Europeia.
- França
- Reino Unido
- Bélgica
- Países Baixos
- Luxemburgo
- Alemanha (1954, como República Federal da Alemanha)
- Itália (1954)
- Portugal (27 de Março de 1990)
- Espanha (27 de Março de 1990)
- Grécia (1995)

Associados: (Roma - 1992)
Países membros da OTAN mas não da União Européia.
- Turquia
- Noruega
- Islândia
- Polónia (1999)-Membro da UE desde Maio de 2004
- Chéquia (1999)- Membro da UE desde Maio de 2004
- Hungria (1999)- Membro da UE desde Maio de 2004

Observadores: (Roma - 1992)
Países membros da União Européia, mas não da OTAN. A Dinamarca é uma exceção, sendo membro dos dois.
- Dinamarca
- Irlanda
- Áustria (1995)
- Suécia (1995)
- Finlândia (1995)

Países Permanentes Recentes - 2007.
Que são permanentes na União Européia e na Otan. Mas sua entrada é recente.
- Bulgária 1 de Janeiro de 2007
- Roménia 1 de Janeiro de 2007

Parceiros:
Países que não pertencem à NATO mas sim à União Europeia desde 2004:
- Estónia
- Letônia
- Lituânia
- Eslováquia
- Eslovênia (1996)